# Disquisitiones Arithmeticae

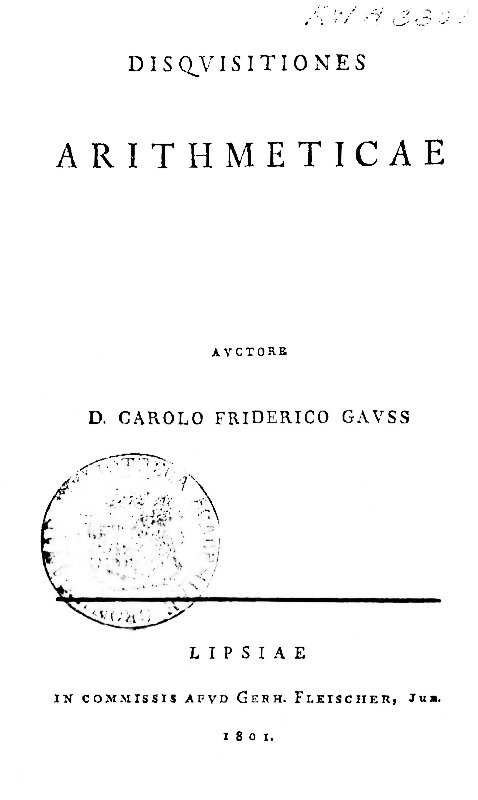
Trang bìa của phiên bản đầu tiên của Disquisitiones Arithmeticae

Disquisitiones Arithmeticae (tiếng Việt: Những nghiên cứu số học) là một tác phẩm về lý thuyết số bằng tiếng Latinh của nhà toán học người Đức Carl Friedrich Gauss được viết vào năm 1798 và được xuất bản vào năm 1801. Nó đáng chú ý vì có một điểm mang tính chất cách mạng về lĩnh vực lý thuyết số. Nó không chỉ làm cho lĩnh vực này trở nên chính xác và có hệ thống mà còn tạo ra một hướng đi cho lý thuyết số hiện đại. Trong tác phẩm này Gauss đã đem những thành quả nghiên cứu về lý thuyết số bởi các nhà toán học như Pierre de Fermat, Leonhard Euler, Joseph Louis Lagrange và Adrien-Marie Legendre và mang vào đó những kết mang tính chất mới mẻ và nguyên gốc từ quá trình nghiên cứu của ông.

## Phạm vi đề cập
Disquisitiones đề cập cả lý thuyết số cơ sở và những phần của lĩnh vực toán học được gọi là lý thuyết số đại số. Tuy nhiên, ông không nhận ra một cách dứt khoát khái niệm của nhóm thứ trở thành trung tâm của đại số hiện đại. Chính vì thế ông không sử dụng khái niệm đó. Cách gọi của ông cho khái niệm này lại là đại số cấp cao hơn. Trong phần mở đầu của tác phẩm Disquisitiones, Gauss đã viết như sau: "Những câu hỏi mà cuốn sách này sẽ nhắc đến thích hợp với phần của toán học, thứ quan tâm đến chính bản thân nó với số nguyên".
Gauss cũng viết rằng: "Khi đối mặt với nhiều vấn đề khó khăn, nguồn gốc sẽ được loại bỏ cho mục đích của tính khúc chiết khi người đọc nhắc đến tác phẩm" ("Quod, in pluribus quaestionibus difficilibus, demonstrationibus syntheticis usus sum, analysinque per quam erutae sunt suppressi, imprimis brevitatis studio tribuendum est, cui quantum fieri poterat consulere oportebat").